# Vadstena Slot
Vadstena Slot er et tidligere kongeslot i Vadstena i Östergötland, Sverige. Det er tegnet af Arendt de Roy og Hans Flemming, og blev påbegyndt i 1545.

## Historie
Vadstena Slot blev oprindeligt opført af Gustav 1. som en fæstning til at beskytte Stockholm mod fjender fra syd. Fæstningen bestod af tre mindre stenbygninger ud til Vättern, tre 31 meter brede mure, en borggård, en voldgrav og fire tureller til kanoner blev også bygget. De oprindelige mure blev revet ned i 1800-tallet, og de nuværende blev indviet i 1999. Stenbygningerne dannede senere den nedersten etage på borgen.
Den 22. august 1552 giftede Kong Gustav I sig med sin tredje kone, Katarina Stenbock, i Vadstena. En af slottets store sale bliver kaldt Bröllopssalen (bryllupssalen), selvom den endnu ikke stod færdig ved brylluppet.
Ombygningen af fæstningen til at blive et beboeligt slot begyndt i 1550'erne, da prins Magnus, blev hertug af Östergötland. Magnus led af en psykisk sygdom og var den eneste søn af Gustav I, aldrig nåede at blive konge i Sverige. Magnus døde i 1595 og blev begravet i Vadstena kloster.
I 1620, da slottet stod færdig, havde alle konger i Huset Vasa bidraget til dets opførsel. Siden 1620 har slottet været meget velbevaret, og det er et af Sveriges bedste eksempler på renæssancearkitektur. Vadstena Slot var et royalt residens indtil 1716, da kongefamilien mistede interessen for det, og det blev brugt som lade til at opbevare korn.
Siden 1899 har slottet huset Landskabsarkivet for området, og i dag kan besøgende se samlingen af 1500- og 1600-tals møbler, portrætter og malerier på slottet. Det er også sæde for Vadstena-Akademien, der skriver nye operaer og genopliver tabte operaer. I sommerhalvåret bruges borggården til at spille koncerter i; både klassisk og pop.

## Galleri
- Kapellet der ligger i hovedtårnet.
- Kig fra nord-øst om vinteren.
- Kig fra syd-vest om sommeren.
- De cirkulære tureller ved voldgraven.
- Kælderen med en kanon fra 1600-tallet.

## Referecer
1. ↑  Vadstena Akademien.